# 大東市立四条中学校
大東市立四条中学校（だいとうしりつ しじょう ちゅうがっこう）は、大阪府大東市にある公立中学校。
付近には大阪産業大学、大阪桐蔭中学校・高等学校、大阪府立野崎高等学校や市民体育館など文教施設が多い。

## 沿革
1947年に北河内郡四条村・住道町（いずれも現在の大東市）の学校組合により、讃良中学校が創設されたことが学校の起源となっている。また同校には1948年、大阪府内で初となる養護学級が設置された。
1949年には学校組合を解消し、四条村立四条中学校（当校）と住道町立住道中学校（現在の大東市立住道中学校）の2校に分離している。

### 年表
- 1947年4月1日 - 北河内郡四条村・住道町学校組合立讃良中学校として創立。
- 1948年 - 養護学級を設置。
- 1949年3月31日 - 学校組合を解消。四条村立四条中学校が創立。
- 1949年4月17日 - 四条中学校としての開校式を実施。
- 1950年9月3日 - ジェーン台風により、建設中の校舎が倒壊。
- 1951年9月1日 - 社会科および職業家庭科の研究校に、それぞれ指定される。
- 1952年4月1日 - 四条町の町制施行により、四条町立四条中学校と改称。
- 1952年9月1日 - 文部省から、産業教育研究校の指定を受ける。
- 1956年 - 四条町などが合併して大東市が発足したことに伴い、大東市立四条中学校と改称。
- 1953年7月1日 - 大阪府教育委員会より、特殊教育の研究校に指定される。
- 1964年4月1日 - 文部省・大阪府教育委員会より、同和教育の研究校に指定される。
- 1967年3月31日 - 学校基本調査優良校として、文部大臣表彰を受ける。
- 1971年4月1日 - 大東市立深野中学校を分離。
- 1978年4月1日 - 大東市立北条中学校を分離。
- 1988年4月1日 - 大阪府教育委員会より、保健体育科の研究校に指定される。

## 通学区域
- 大東市立四条小学校の通学区域。
  - 大東市 野崎1-4丁目、寺川1-5丁目、中垣内1-6丁目、大字龍間、大字中垣内、大字寺川、大字野崎[1]

## 出身者
- 木下ほうか
- 琴風豪規
- 牛島和彦
- 中村剛也

## 交通
- 片町線（学研都市線） 野崎駅 南東へ約1.5km。
- 近鉄バス 産業大学前バス停。